# عبد المجيد لطفي
عبد المجيد عمر عبد الرحمن خلوصي  ولقبه الأدبي لطفي اديب ومفكر عراقي  ولد في خانقين 30_ يونيو _1905امضى طفولته ودراسته الابتدائية في خانقين ثم التحق بإعدادية الصناعة في بغداد وتخرج منها عام 1932 انتقل إلى بغداد عام 1936 وعمل موظفا في وزاره المالية. شقيقه الأكبر عبد العزيز خلوصي ومنه الدكتور صفاء خلوصي. واخته رسميه ومنها ناطق خلوصي. اليوم نرى بأنه قد تم المتاجرة بقوميته.يا ليتناكنا نسمع ابواقهم في أيام حياته والتي تركها على شفة حفرة الجوع. عاش حياته من تقاعده الميسور ليربي اطفاله الخمسة. اتهم هو وعائلته بالشيوعية كانت نتيجتها وفاة ابنه زيد (كان يكتب تحت باسم زيد خلوصي) الذي عذب على يد الحرس القومي. حتى بائع الشمام كان يرفض ببيعهم للشمام بتهمة انهم شيوعيين. ازداد الطين بله عند وصول البعثيين للحكم. مؤلفاته كانت تنضر بريب من بعيد وليس كما كان المتملقيين للنظام يسندون بإصدار مؤلفاتهم حيث كان يدفع ثمن طبع مؤلفاته من ماله الخاص ولذلك لم تكتب له ان يشتهر كما كانت مع الاخريين لعدم تغطيته بالدعاية.. طلب منه مرتين المثول امام صدام حسين ابان كان نائبا لرئيس الجمهورية فرفض بحجة الشيخوخة. في المرة الثالثة تم احضاره بسيارة خاصة. وعند انتهاء المقابلة رفض الرجوع بالسيارة الخاصة فاستعمل حافلة نقل الركاب العامة (الباص) بحجة عدم إمكانيتهم اغتياله في العلن. ومن القصص الطريفة ابان حكم عبد الكريم قاسم جرت عدة محاولات الاعتداء عليه وعلى عائلته.
فكتب إلى عبد الكريم قاسم خطاب طويل كان مطلبه في النهاية مخاطبا الزعيم «إذا لم تستطع حماية نفسك فعلى الاقل احمي شعبك». بعد أيام ارسل رئيس الجمهورية العراقية عبد الكريم قاسم مفرزة متكونه من 12 شخص لغرض حمايته ولحماية العائلة امام البيت. واستقرت هذه المفرزة امام البيت لاسابيع ول 24 ساعة في اليوم. الا ان هؤلاء الجنود وأثناء أيام الشتاء طلبوا بعض الشاي لغرض تدفئتهم وتطور الحال إلى مطالبة الغذاء لسد جوع بطنهم. في النهاية رأى عبد المجيد لطفي بأن دخلة الشهري من الدنانيير المعدودة قد ذهب لسد رمق هؤلاء الجنود. فعاد مخاطبا عبد الكريم قاسم برسالة طويله مؤكدا فيها للزعيم بأنه قد طلب منه جيشا لحمايته وليس لاشباعه........ «إذا لم تستطع اشباع جيشك فلا تطلب من شعبك بأن يقوم بذلك».
كان عبقري اللغة العربية بالفطرة حيث عندما جاء موعد امتحان البكلوريا في السادس الابتدائي اتفق والدي ابن أخيه لغرض تقوية معلوماتي باللغة العربية ان امضي اسبوعا عنده. حيث كنت ضعيفا بعض الشئ في مفردات القواعد اللغة العربية. الا ان بعد يوميين اتفقا على أن ارجع إلى البيت لانه لم يستطع ان يشرح لي مفردات قواعد اللغة العربية الحديثة وحسب منهاج وزارة التربية مع العلم أن كتب قواعد اللغة العربية للمدارس العراقية قد كتبت من قبل ابن أخيه الدكتور صفاء خلوصي.

## مؤلفاته =
- ا صداء الزمن 1938
- قلب الام 1940
- خاتمه موسيقار 1941
- نظرات في الأدب الكردي1948
- عفيفه (خواطر ادبيه) 1953
- في الطريق 1958
- انشوده تموز 1959
- عيد في البيت 1961
- ألامام علي رجل الإسلام المخلد1967
- الرجال تبكي بصمت 1969
- ضجه النهار 1971
- خمسه أيام فالمربد 1972
- تصابي الكلمات 1974
- المتنبي شاعر الفكر العربي 1977
- فتحه أخرى للشمس 1980
- نبؤه العراف الغجري 1982
- خليج المرجان 1984
- الخطأ في العد التنازلي

ولديه أكثر من 150 مخطوطه في شتى صنوف الشعر والأدب والرواية والمسرحية ومختلف المواضيع
- وهوه من مؤسسي اتحاد ادباء العراق وكان من أعضاء الهيئة الإدارية
- توفى في 27 تشرين الأول عام 1992 ودفن في خانقين عنده (سفح تله باوه محمود) في خانقين بناء على وصيته.[6]